# Борха Екіса
Борха Екіса (ісп. Borja Ekiza, нар. 6 березня 1988, Памплона) — іспанський футболіст, захисник кіпрського клубу «Омонія».
Виступав у Ла Лізі за «Атлетік Більбао» та «Ейбар».

## Ігрова кар'єра
Його футбольна кар'єра почалася в молодіжній системі «Атлетік Більбао», коли йому було всього 14 років. Свої перші два сезони він провів у складі «Басконії», третьої команди клубу. Далі Екіса виступав у другій команді клубу в Сегунді В.
8 січня 2011 року після отримання серії травм гравцями першої команди, Борху включили в основну команду, за яку він дебютував в Ла Лізі в матчі з «Малагою», що завершився внічию 1:1. Незабаром Борха витіснив з основи Фернандо Амореб'єту і став основним гравцем команди, з якою наступного сезону дійшов до фіналу Ліги Європи та Кубка Іспанії.
У сезоні 2013/14 Екіса втратив місце в команді, програвши через травми конкуренцію Емеріку Ляпорту і Карлосу Гурпегі і з'явився на полі тільки один раз протягом сезону, зігравши 37 хвилин в матчі Ла Ліги проти «Реал Вальядоліда» (2:1). З цієї причини 31 липня 2014 року його контракт з клубом було розірвано і незабаром Борха підписав контракт з новачком іспанської Прімери «Ейбаром». Тим не менш у новому клубі Екіса вкрай рідко виходив на поле, зігравши за два сезони всього 20 матчів (15 в чемпіонаті і 5 в Кубку), причому здебільшого виходячи з лави запасних і влітку 2016 року покинув клуб.
9 вересня 2016 року підписав контракт з кропивницькою «Зіркою». Всього встиг відіграти за кропивницьку команду 10 матчів в національному чемпіонаті. В українській команді тривалий час не міг закріпитися в основному складі і вже в травні 2017 року покинув клуб.
У червні 2017 року підписав дворічний контракт з кіпрською «Омонією» з Нікосії.

## Досягнення
Атлетік Більбао
- Фіналіст Ліги Європи: 2011/12
- Фіналіст Кубка Іспанії: 2011/12